# Observatoire infrarouge du Wyoming
L'Observatoire infrarouge du Wyoming (Wyoming Infrared Observatory, ou WIRO) se trouve au sommet de Jelm Mountain, à une quarantaine de kilomètres au sud-ouest de Laramie (État du Wyoming, États-Unis). Il est géré par l'Université du Wyoming.
Il abrite un télescope de type Cassegrain, de 2,30 mètres de diamètre.